# Targon
Targon est une commune du Sud-Ouest de la France, située dans le département de la Gironde, en région Nouvelle-Aquitaine.

## Géographie

### Localisation
Commune de l'aire d'attraction de Bordeaux située dans l'Entre-deux-Mers, Targon se trouve à 33 km au sud-est de Bordeaux, chef-lieu du département, et à 26 km au nord de Langon, chef-lieu d'arrondissement.

### Communes limitrophes
Les communes limitrophes sont Faleyras au nord-est, Bellebat à l'est-nord-est, Montignac à l'est-sud-est, Ladaux au sud-est, Soulignac au sud, Capian au sud-ouest, La Sauve au nord-ouest, Saint-Léon au nord-nord-ouest et Blésignac au nord sur moins d'un km.
| La Sauve | Saint-Léon Blésignac | Faleyras           |
|          | Targon               | Bellebat Montignac |
| Capian   | Soulignac            | Ladaux             |

### Hydrographie
La commune est traversée par le Grand Estey (ou Ruisseau de Patrouilleau) et l'Euille tous deux affluents de la Garonne.

### Climat
Pour des articles plus généraux, voir Climat de la Nouvelle-Aquitaine et Climat de la Gironde.
Historiquement, la commune est exposée à un climat océanique aquitain.  
En 2020, Météo-France publie une typologie des climats de la France métropolitaine dans laquelle la commune est exposée à un climat océanique et est dans la région climatique  Aquitaine, Gascogne, caractérisée par une pluviométrie abondante au printemps, modérée en automne, un faible ensoleillement au printemps, un été chaud (19,5 °C), des vents faibles, des brouillards fréquents en automne et en hiver et des orages fréquents en été (15 à 20 jours).
Pour la période 1971-2000, la température annuelle moyenne est de 12,9 °C, avec une amplitude thermique annuelle de 14,4 °C. Le cumul annuel moyen de précipitations est de 868 mm, avec 11,8 jours de précipitations en janvier et 6,8 jours en juillet. Pour la période 1991-2020, la température moyenne annuelle observée sur la station météorologique la plus proche, située sur la commune de Saint-Sulpice-de-Pommiers à 13,76 km à vol d'oiseau, est de 13,8 °C et le cumul annuel moyen de précipitations est de 764,8 mm,. Pour l'avenir, les paramètres climatiques de la commune estimés pour 2050 selon différents scénarios d’émission de gaz à effet de serre sont consultables sur un site dédié publié par Météo-France en novembre 2022.

## Urbanisme

### Typologie
Au 1er janvier 2024, Targon est catégorisée commune rurale à habitat dispersé, selon la nouvelle grille communale de densité à sept niveaux définie par l'Insee en 2022.
Elle est située hors unité urbaine. Par ailleurs la commune fait partie de l'aire d'attraction de Bordeaux, dont elle est une commune de la couronne,. Cette aire, qui regroupe 275 communes, est catégorisée dans les aires de 700 000 habitants ou plus (hors Paris),.

### Occupation des sols

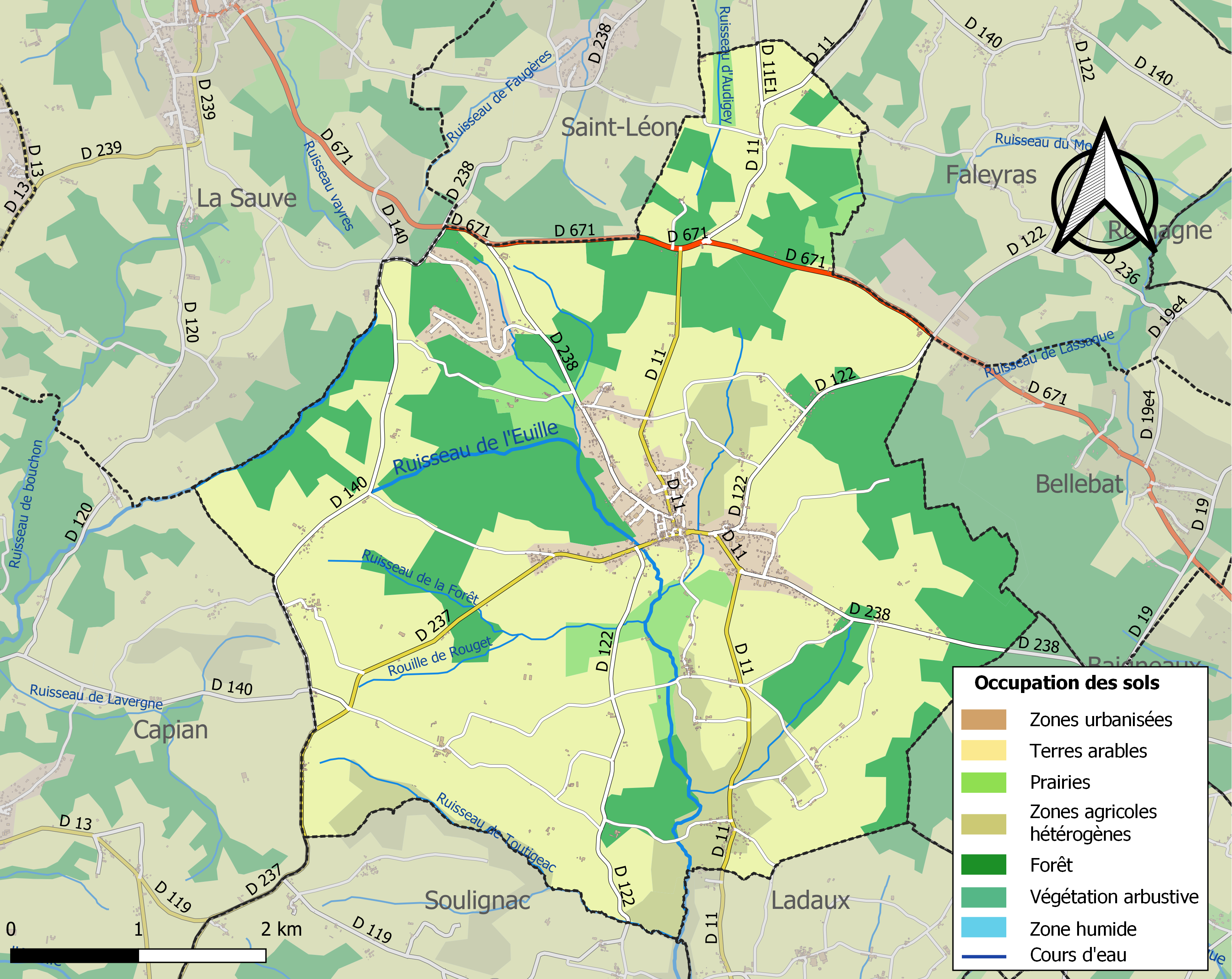
Carte des infrastructures et de l'occupation des sols de la commune en 2018 (CLC).

L'occupation des sols de la commune, telle qu'elle ressort de la base de données européenne d’occupation biophysique des sols Corine Land Cover (CLC), est marquée par l'importance des territoires agricoles (67 % en 2018), en diminution par rapport à 1990 (69,5 %). La répartition détaillée en 2018 est la suivante : 
cultures permanentes (54,1 %), forêts (27,6 %), zones agricoles hétérogènes (6,4 %), zones urbanisées (5,4 %), prairies (4,2 %), terres arables (2,3 %). L'évolution de l’occupation des sols de la commune et de ses infrastructures peut être observée sur les différentes représentations cartographiques du territoire : la carte de Cassini (XVIIIe siècle), la carte d'état-major (1820-1866) et les cartes ou photos aériennes de l'IGN pour la période actuelle (1950 à aujourd'hui).

### Voies de communication et transports
Les principales voies de communication routière, qui traversent la ville, sont la route départementale D 11 qui mène, vers le nord, vers Blésignac et Faleyras et au-delà vers Branne et, vers le sud, vers Ladaux et au-delà à Cadillac et la route départementale D 238 qui rejoint, vers le nord-ouest, la route départementale D 671, ancienne route nationale 671 (La Sauve et Créon à l'ouest, Sauveterre-de-Guyenne à l'est), et mène vers l'est vers Montignac et rejoint aussi la D 671 à Baigneaux, Blésignac et au-delà vers La Sauve et, vers l'est, vers Romagne et à Bellefond et la route départementale D 122 qui mène, vers le nord-nord-est, à Faleyras et au-delà à Branne et, vers le sud, à Soulignac ; dans la ville commence aussi la route départementale D 237 qui mène, vers le sud-ouest, en direction de Capian et au-delà à Cadillac.
L'accès à l'autoroute A62 (Bordeaux-Toulouse) le plus proche est le no 2, dit de Podensac, qui se situe à 20 km vers le sud-ouest.

L'accès no 1, dit de Bazas, à l'autoroute A65 (Langon-Pau) se situe à 39 km vers le sud.

L'accès le plus proche à l'autoroute A89 (Bordeaux-Lyon) est celui de l'échangeur autoroutier avec la route nationale 89 qui se situe à 20 km vers le nord-nord-ouest.
Sur la ligne Bordeaux-Sète du TER Nouvelle-Aquitaine, la  gare SNCF la plus proche est celle de Portets, distante de 22 km par la route vers le sud-sud-ouest. Sur la même ligne mais offrant plus d'opportunités de liaisons, la gare de Langon se situe à 25 km par la route vers le sud.

Au nord, la gare la plus proche est celle, distante de 26 km par la route vers le nord-ouest, de Libourne sur la ligne TGV Atlantique Paris - Bordeaux, la ligne Intercités ligne Lyon - Bordeaux et le réseau TER Nouvelle-Aquitaine.

### Risques majeurs
Le territoire de la commune de Targon est vulnérable à différents aléas naturels : météorologiques (tempête, orage, neige, grand froid, canicule ou sécheresse) et séisme (sismicité faible). Un site publié par le BRGM permet d'évaluer simplement et rapidement les risques d'un bien localisé soit par son adresse soit par le numéro de sa parcelle.

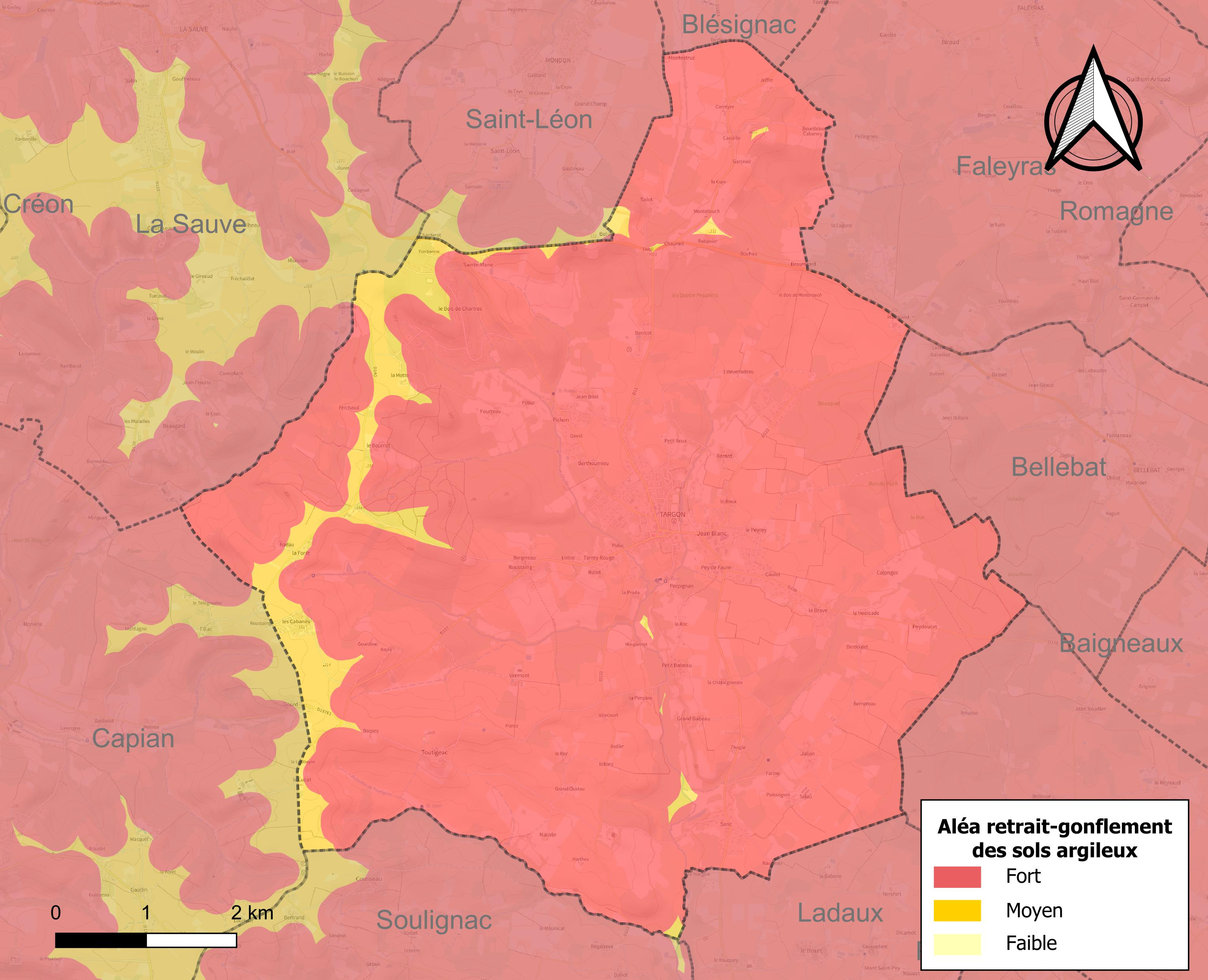
Carte des zones d'aléa retrait-gonflement des sols argileux de Targon.

Le retrait-gonflement des sols argileux est susceptible d'engendrer des dommages importants aux bâtiments en cas d’alternance de périodes de sécheresse et de pluie. La totalité de la commune est en aléa moyen ou fort (67,4 % au niveau départemental et 48,5 % au niveau national). Sur les 840 bâtiments dénombrés sur la commune en 2019, 840 sont en aléa moyen ou fort, soit 100 %, à comparer aux 84 % au niveau départemental et 54 % au niveau national. Une cartographie de l'exposition du territoire national au retrait gonflement des sols argileux est disponible sur le site du BRGM,.
La commune a été reconnue en état de catastrophe naturelle au titre des dommages causés par les inondations et coulées de boue survenues en 1982, 1999, 2009 et 2020, par la sécheresse en 1989, 2003, 2005, 2011 et 2017 et par des mouvements de terrain en 1999.

## Toponymie
Le nom de la commune viendrait du targo qui signifie « bouclier ».
La graphie du nom de la commune est identique en gascon.
Targon étant dans le domaine nord-gascon, la plupart des lieux-dits anciens y sont explicables par le gascon, par exemple Montarouch, la Hourcade, Artigau, le Goutey, le Bédat, Brame Pan, Cabaney, le Barail, Bertoumieu, Berdoulet, Estèvenadeau (Estève Nadau), la Loubeyre, Nouguey, Vimeney...

## Histoire
En 1562, lors des guerres de religion, Blaise de Montluc, à la tête de l’armée royale et des catholiques, prend la ville et y pend 70 protestants dans les halles. Peu après, il bat les protestants Symphorien de Durfort et Guy de Montferrand, seigneur de Langoiran à proximité : voir bataille de Targon (15 juillet).
À la Révolution, la paroisse Saint-Romain de Targon forme la commune de Targon, son annexe, Saint-Genès de Toutigeac, forme la commune de Toutigeac et la paroisse Saint-Jean de Montarouch forme la commune de Montarouch. En l'an III (1794-1795), les communes de Toutigeac et de Montarouch sont rattachées à celle de Targon,.

## Politique et administration

### Rattachements administratifs et électoraux
Targon appartient à l'arrondissement de Langon et depuis le 1er janvier 2017, cette commune appartient à la Communauté des communes rurales de l'Entre-Deux-Mers et au canton de l'Entre-Deux-Mers depuis le redécoupage cantonal de 2014 entré en vigueur à l'occasion des élections départementales de 2015,. Avant cette date, elle était rattachée au canton de Targon, dont elle était le chef-lieu.
Pour l'élection des députés, la commune fait partie de la douzième circonscription de la Gironde, représentée depuis 2017 par Christelle Dubos (LREM). À la suite de sa nomination au gouvernement, son suppléant Pascal Lavergne la remplace.

### Intercommunalité
Depuis le 1er janvier 2017, Targon appartient à la communauté des communes rurales de l'Entre-Deux-Mers. Elle a remplacé la communauté de communes du canton de Targon dont elle était le siège et la ville principale entre 2001 et 2016.

### Administration municipale
Le nombre d'habitants au dernier recensement étant compris entre 1 500 et 2 499, le nombre de membres du conseil municipal est de 19.

### Liste des maires
| Période                                  | Période   | Identité        | Étiquette | Qualité                                                          |
| ---------------------------------------- | --------- | --------------- | --------- | ---------------------------------------------------------------- |
| Les données manquantes sont à compléter. |           |                 |           |                                                                  |
| mars 1965                                | mars 1983 | Raymond Maulun  | PR        | Maire honoraire                                                  |
| mars 1983                                | mars 2001 | Firmin Luro     | DVD-PR    | Retraité de la Gendarmerie                                       |
| mars 2001                                | mai 2020  | Richard Pezat,  | PS        | Retraité                                                         |
| mai 2020                                 | En cours  | Frédéric Maulun | SE        | Viticulteur Vice-président de la CC rurales de l'Entre-Deux-Mers |

## Population et société

### Démographie
Les habitants de la commune sont appelés les Targonnais.
| 1793  | 1800  | 1806  | 1821  | 1831  | 1836 | 1841 | 1846 | 1851 |
| ----- | ----- | ----- | ----- | ----- | ---- | ---- | ---- | ---- |
| 1 111 | 1 044 | 1 095 | 1 009 | 1 002 | 980  | 954  | 928  | 939  |

| 1856 | 1861  | 1866  | 1872  | 1876  | 1881  | 1886  | 1891  | 1896  |
| ---- | ----- | ----- | ----- | ----- | ----- | ----- | ----- | ----- |
| 920  | 1 076 | 1 140 | 1 205 | 1 275 | 1 276 | 1 165 | 1 100 | 1 135 |

| 1901  | 1906  | 1911  | 1921  | 1926  | 1931  | 1936  | 1946  | 1954  |
| ----- | ----- | ----- | ----- | ----- | ----- | ----- | ----- | ----- |
| 1 169 | 1 185 | 1 270 | 1 166 | 1 126 | 1 149 | 1 202 | 1 104 | 1 131 |

| 1962  | 1968  | 1975  | 1982  | 1990  | 1999  | 2005  | 2006  | 2010  |
| ----- | ----- | ----- | ----- | ----- | ----- | ----- | ----- | ----- |
| 1 084 | 1 132 | 1 195 | 1 435 | 1 609 | 1 685 | 1 844 | 1 862 | 1 851 |

| 2015  | 2020  | 2022  | - | - | - | - | - | - |
| ----- | ----- | ----- | - | - | - | - | - | - |
| 2 047 | 2 043 | 2 045 | - | - | - | - | - | - |

### Enseignement
La commune de Targon compte une école maternelle et élémentaire municipale, une bibliothèque, deux salles multi-activités, une école des arts (musique, danse, théâtre, beaux-arts).

### Services publics
Un centre de secours, une gendarmerie.

### Santé
Une maison de santé pluridisciplinaire.

### Activités sportives
La commune de Targon compte quatre courts de tennis, un terrain de football, un terrain multi-sports stabilisé, un étang de pêche.

## Économie

### Commerces
Un supermarché, trois banques (Crédit agricole, Caisse d'épargne, la banque postale), un bureau de poste, une pharmacie, 120 commerçants et artisans.

## Culture locale et patrimoine

### Lieux et monuments
- Église Saint-Romain de Targon, église romane du XIIe siècle, inscrite au titre des monuments historiques en 1925[30].
- Église de Montarouch, église romane du XIIIe siècle ayant appartenu à l'Ordre de Malte et donc, sans abside et sans bas-côtés, en ruine, inscrite au titre des monuments historiques en 1925[31].
- Église Saint-Genès de Toutigeac

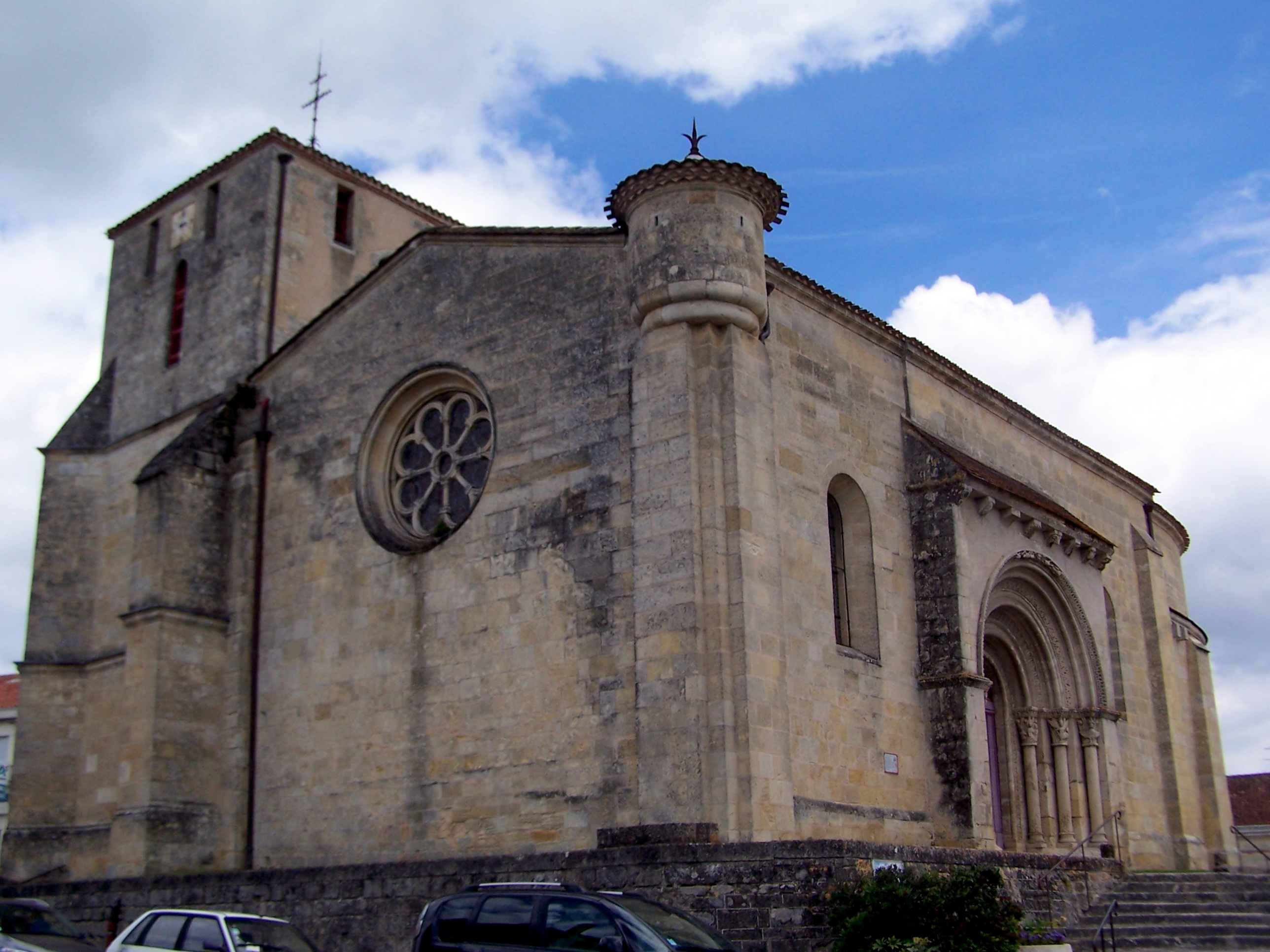
Vue sud-ouest de l'église Saint-Romain (juin 2013).
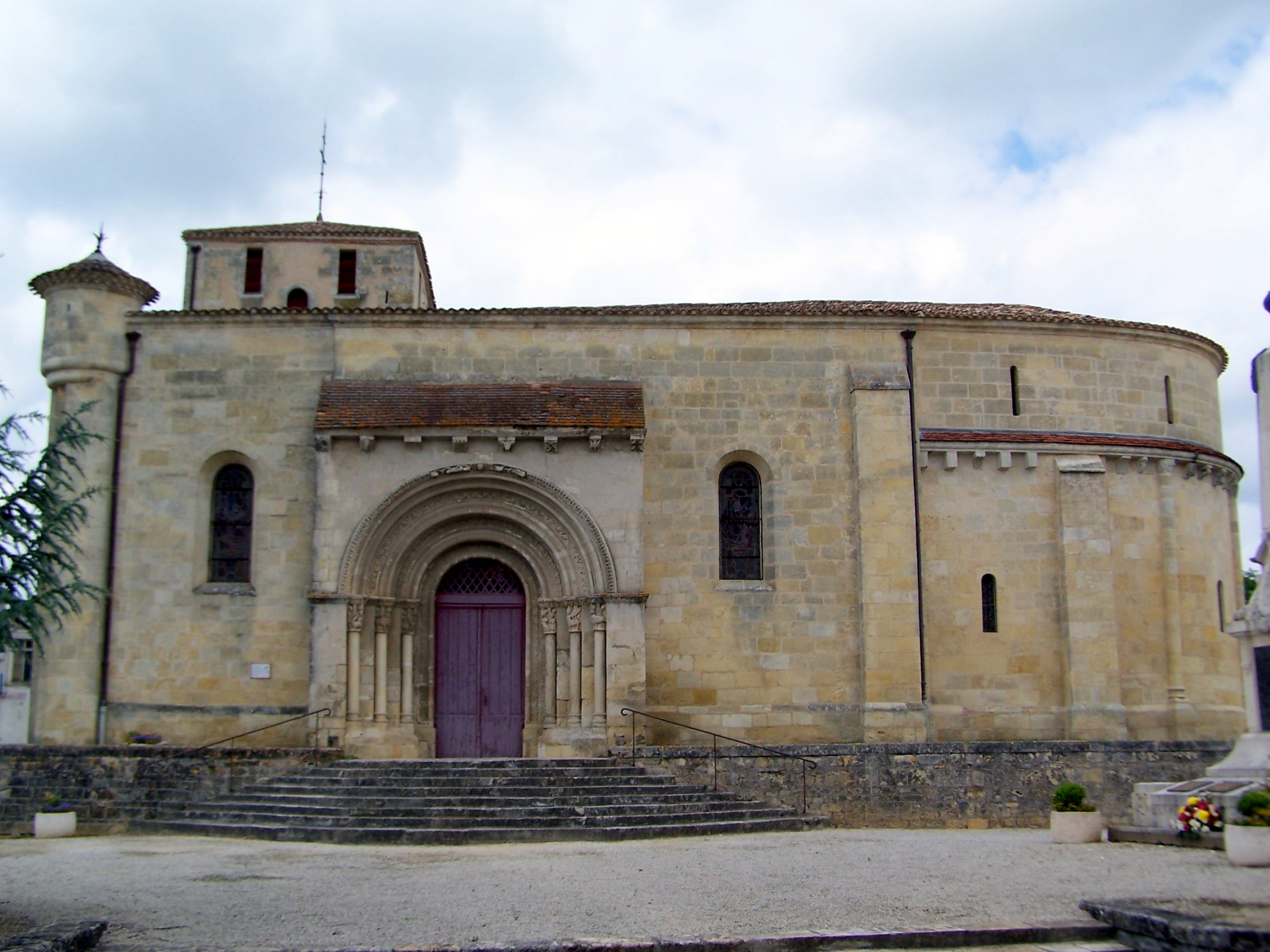
Façade sud et portail de l'église (juin 2013).
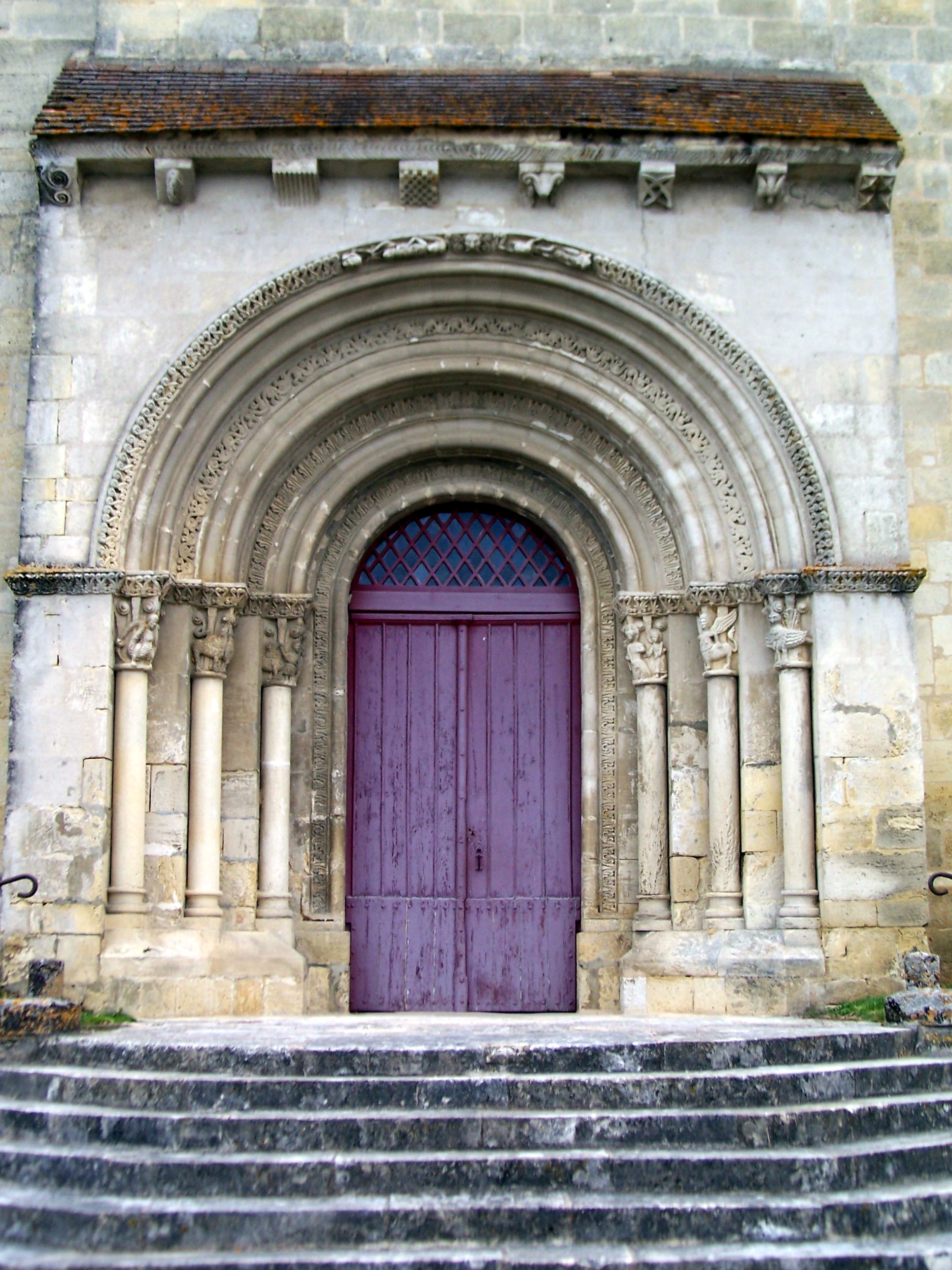
Le portail (juin 2013).
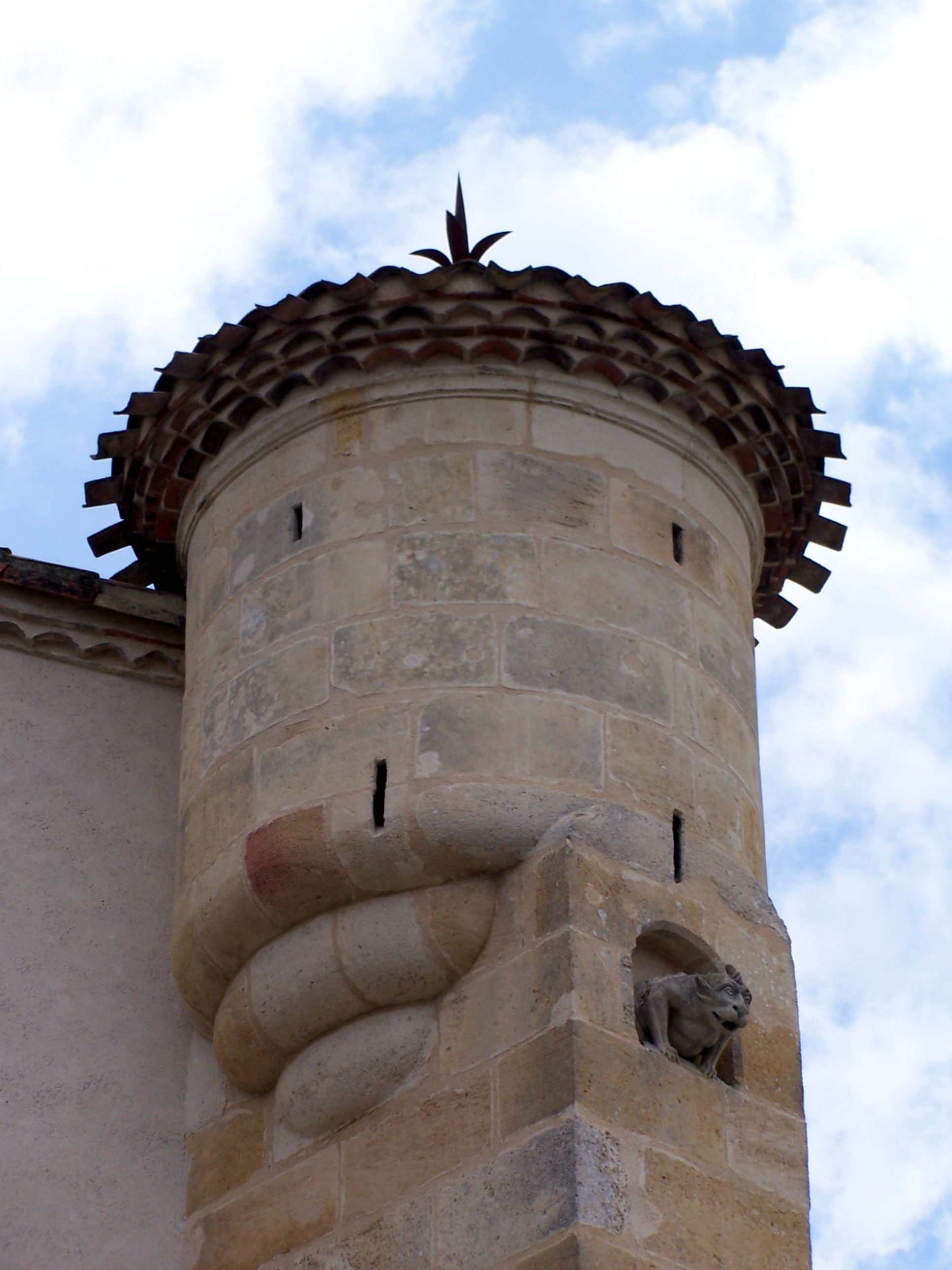
Poivrière et gargouille au nord-est (juin 2013).
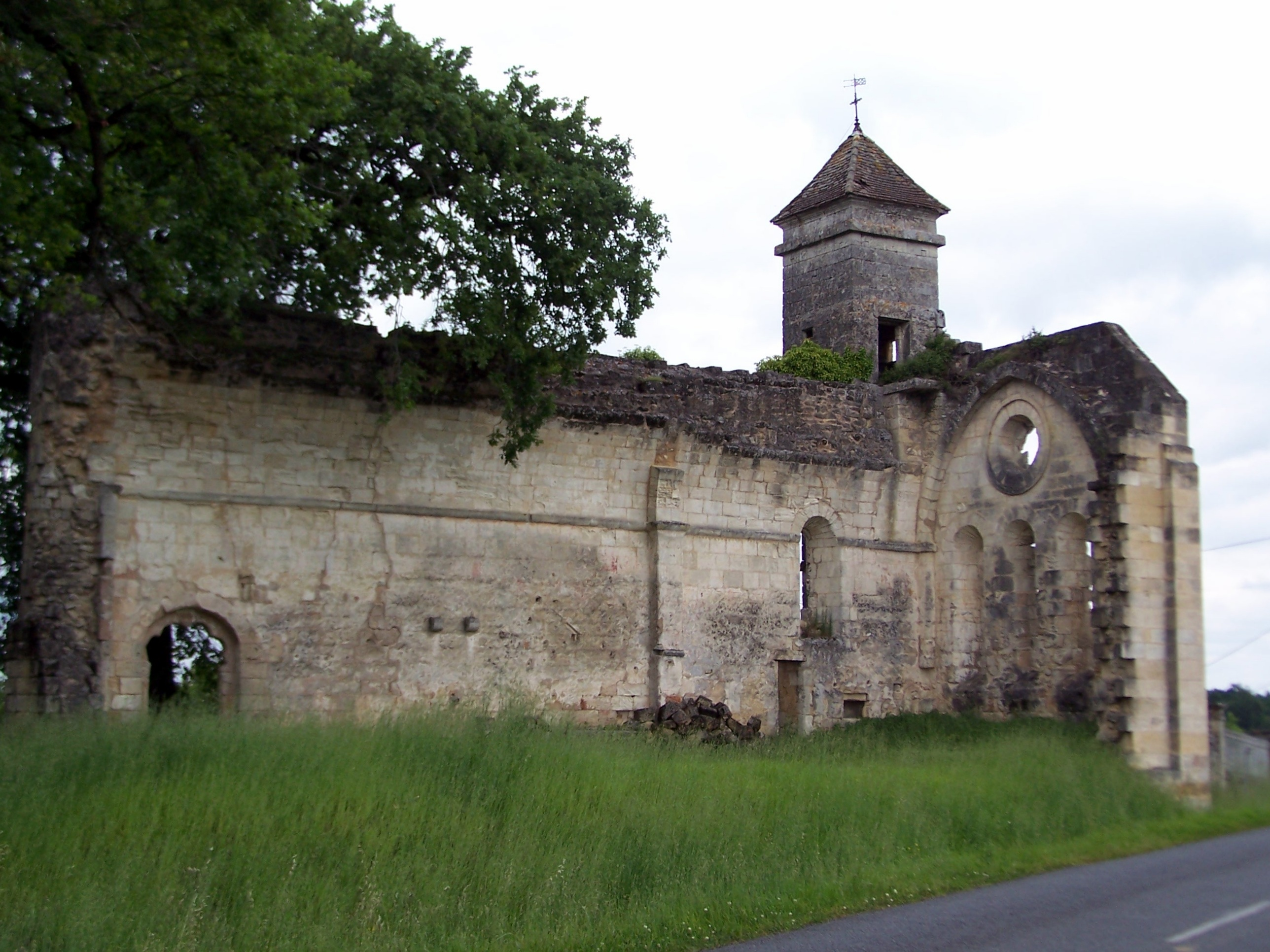
Vue sud des ruines de l'église de Montarouch (juin 2013).
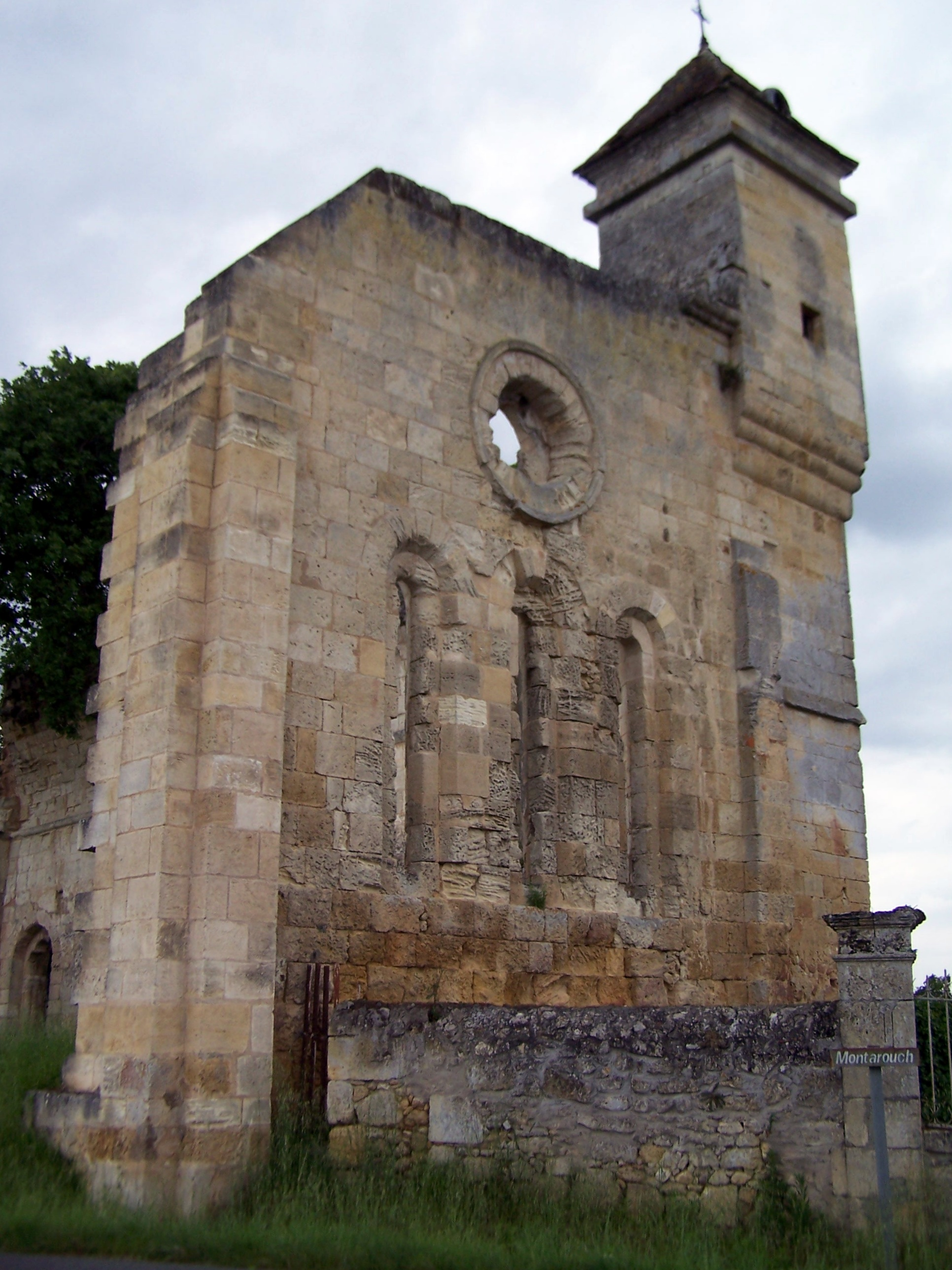
Vue est de l'église de Montarouch (juin 2013).
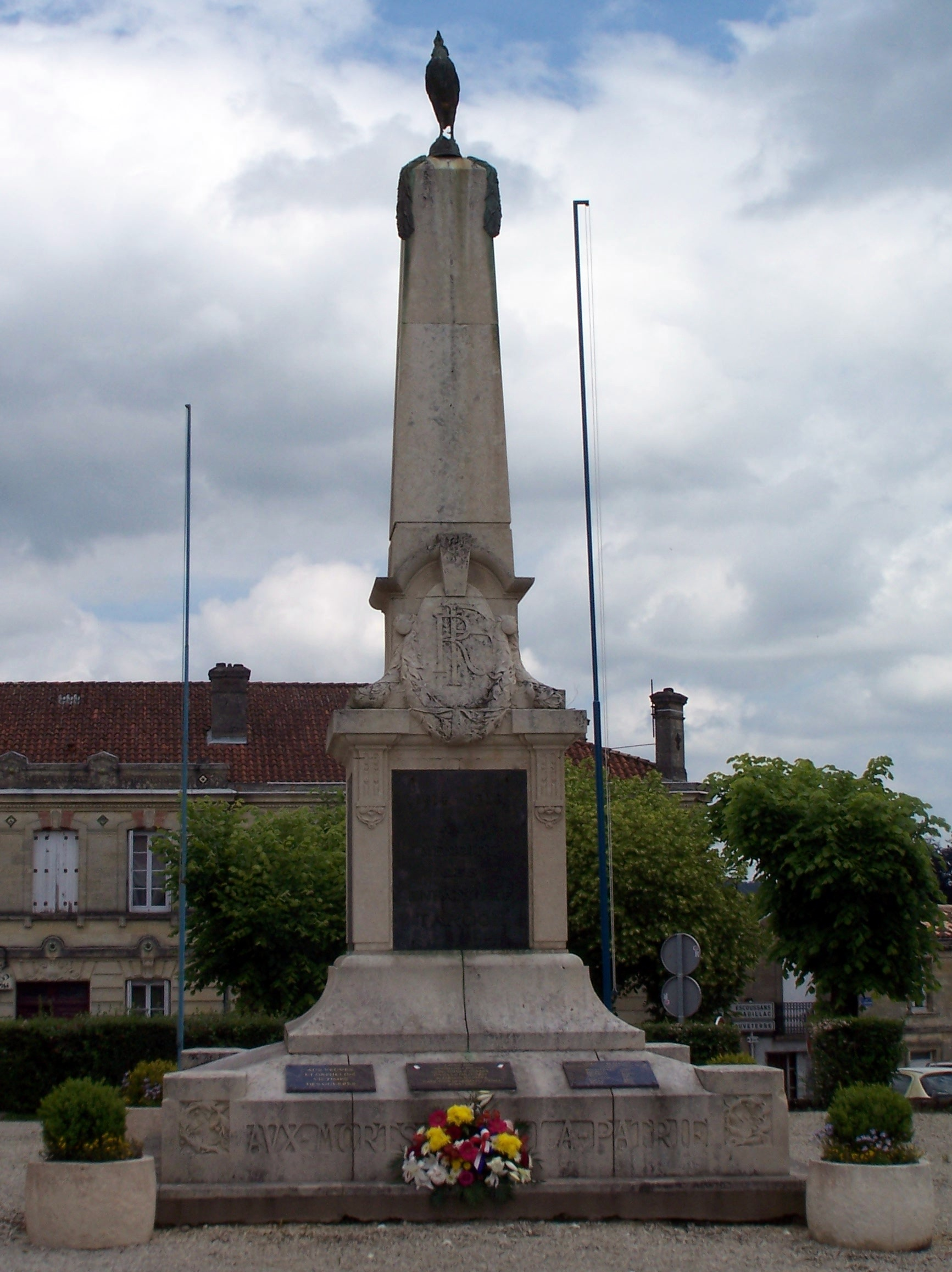
Le monument aux morts devant l'église Saint-Romain (juin 2013).

### Personnalités liées à la commune
- Louis Faget, député sous la Troisième République, conseiller municipal et conseiller général de Targon.

### Héraldique
| Armes | Les armes de Targon se blasonnent ainsi : Écartelé d'or et de gueules, au premier et au quatrième aux trois pals de gueules, au deuxième et au troisième aux deux vaches d'argent passant l'une sur l'autre ; au lambel de cinq pendants de sable brochant en chef de l'écartelé. |